# گروه فوزی
گروه فوزی (انگلیسی: Fozzy Group) شرکت خرده‌فروشی اوکراینی است، که در سال ۱۹۹۷ تأسیس شد.